# The Bellboy
The Bellboy is een Amerikaanse komische film uit 1960. Jerry Lewis speelde de hoofdrol, schreef het scenario, regisseerde en produceerde de film en componeerde tevens de muziek die tijdens de openingstitels speelt. De film bracht alleen al in de VS 10 miljoen dollar op.
Lewis speelt piccolo Stanley, die werkt in het Fontainebleau Hotel in Miami. De film wordt gepresenteerd als een film zonder plot en de capriolen van Stanley staan centraal. Stanley zegt de hele film niks, op het einde na.
Lewis kwam op het idee voor de film toen hij voor het eerst in het Fontainebleau Hotel optrad. Verschillende bekende acteurs en komieken, waaronder Bill Richmond en Milton Berle, hebben een gastoptreden in de film.
Lewis kreeg tijdens het schrijven van het script tips van zijn vriend Stan Laurel. Het is onbekend welke tips van Laurel Lewis daadwerkelijk gebruikt heeft, alhoewel Lewis wel heeft gezegd dat Laurel een bepaalde scène afkeurde en dat Lewis die scène daarom uit het script verwijderde. 

## Rolverdeling
| Acteur          | Personage       | Beschrijving                                     |
| --------------- | --------------- | ------------------------------------------------ |
| Jerry Lewis     | Stanley         |                                                  |
| Alex Gerry      | Mr. Novak       | Hotel Manager                                    |
| Bob Clayton     | Bob             | manager loopjongens                              |
| Sonny Sands     | Sonnie          | Loopjongen                                       |
| Eddie Shaeffer  | Eddie           | Loopjongen                                       |
| Herkie Styles   | Herkie          | Loopjongen                                       |
| David Landfield | David           | Loopjongen                                       |
| Bill Richmond   | Stan Laurel     |                                                  |
| Larry Best      |                 | appelman                                         |
| Milton Berle    | Milton Berle    | Loopjongen                                       |
| Cary Middlecoff | Cary Middlecoff |                                                  |
| Joe Levitch     | Jerry Lewis     |                                                  |
| Jack Kruschen   | Jack E. Mulcher | hoofd uitvoerend producer van Paramount Pictures |
| Walter Winchell | verteller       |                                                  |